# Copa Mundial Femenina de Béisbol 2020
La Copa Mundial de Béisbol Femenina iba a ser la novena edición de la Copa Mundial Femenina de Béisbol WBSC. La competencia será realizada en Tijuana, México, del 1 al 9 de marzo de 2021. Originalmente estaba programada para realizarse en la Ciudad de Monterrey, México del 11 al 20 de septiembre de 2020, pero fue pospuesta debido a la pandemia de COVID-19. En el torneo debutaran las selecciones de Francia, Filipinas y México.

## Equipos clasificados
| Confederación                         | Equipos Calificados(s)                                   |
| ------------------------------------- | -------------------------------------------------------- |
| Confederación Panamericana de Béisbol | México (anfitrión) · Estados Unidos · Canadá · Venezuela |
| Confederación Europea de Béisbol      | Francia                                                  |
| Federación de Béisbol de Asia         | Japón China Taipéi Filipinas                             |
| Confederación de Béisbol de Oceanía   | Australia                                                |
| Invitados                             | Cuba · República Dominicana · Países Bajos               |